# Истогина, Александра Яковлевна
Александра Яковлевна Истогина (настоящее имя Александра Яковлевна Дурнева, 21 февраля 1947, Ястребовка, Мантуровский район, Курская область, РСФСР, СССР — 11 февраля 2007, Москва, Российская Федерация) — советская русская поэтесса, переводчик и литературный критик. Член союза писателей СССР (1982) и России.

## Биография
Родилась 21 февраля 1947 года в селе Ястребовка Курской области в семье служащего Якова Александровича Дурнева и учительницы Полины Васильевны, урождённой Истягиной. Инвалид с детства, из-за отказа конечностей всю жизнь с большим трудом могла передвигаться только в инвалидном кресле. В четыре года научилась читать. В 1964 году с золотой медалью окончила среднюю школу. Поступила на заочное отделение филологического факультета Московского государственного университета имени Ломоносова. Сначала ей было отказано в приёме из-за инвалидности, но она добилась своего зачисления. В 1974 году защитила дипломную работу, посвящённую творчеству Александра Трифоновича Твардовского.
В 1968 году сочеталась браком с поэтом и переводчиком Леонидом Кузьмичом Ситко (ум. 23.06.2007), узником нацистских и советских лагерей; в последних он находился по политическим статьям и был полностью реабилитирован в 1994 году.
Последние годы жизни постоянно проживала в Москве, на лето приезжая в Курскую область. Была религиозным человеком. Помогала восстанавливать храм в родном селе Ястребовка. У ворот Покровского монастыря в Москве раздавала книги со своими стихами всем желающим за пожертвование. Умерла в Москве 11 июня 2007 года.

### Творческий путь
Псевдонимом взяла фамилию матери, заменив в ней одну букву. Первые стихи поэтессы были напечатаны в газете «Молодая гвардия» в 1966 году. Кроме публикаций в советских периодических изданиях, произведения Истогиной издавались отдельными поэтическими сборниками, среди которых сборники «Ни много. Ни мало» (1994), «Инталия» (1995), «Колыбельная-реквием» (1998), «Летят журавли высоко» (2005). Всего за её жизнь их было издано десять. В 1982 году она стала членом союза писателей СССР.
Истогина активно занималась литературной критикой. Писала рецензии на творчество современных русских поэтов и писателей (Любовь Якушева, Валентин Соколов и др.). Её литературоведческими работами являются книги «Два портрета: А. Жигулин, М. Шевченко. Очерки творчества» (1986), «Свет слова. Этюды о русской лирике» (1987), «Гармония в стихийных спорах» (2004).
По воспоминаниям близких Истогиной людей она ежедневно проводила по пять—шесть часов за писательской работой. Поэтессе принадлежат слова: «Человек живёт пока его помнят. Поэтому книга это продолжение жизни».